# Netflix Animation
Netflix Animation è uno studio di animazione, sussidiaria di Netflix. È stata fondata nel marzo 2018. Lo studio produce e sviluppa principalmente serie animate e lungometraggi.

## Storia
Quando Netflix ha iniziato a produrre contenuti animati originali nel 2013, tutti sono stati prodotti da società di terze parti, principalmente da DreamWorks Animation Television. Tuttavia, nel novembre 2018, è stato annunciato che Netflix stava sviluppando internamente progetti animati originali tra cui Klaus - I segreti del Natale e Kid Cosmic.
La società ha acquisito lo studio australiano di animazione / effetti visivi Animal Logic nel luglio 2022. Lo stesso mese, Melissa Cobb si è dimessa da vicepresidente dell'animazione cinematografica mentre era ancora a bordo come produttrice con Karen Toliver come sua sostituta.

## Filmografia

### Film d'animazione
- Klaus - I segreti del Natale (2019)
- La famiglia Willoughby (2020)
- Over the Moon - Il fantastico mondo di Lunaria (2020)
- Arlo il giovane alligatore (2021)
- I Mitchell contro le macchine (2021)
- America: Il film (2021)
- Back to the Outback - Ritorno alla natura (2021)
- Apollo 10 e mezzo (2022)
- Il mostro dei mari (2022)
- Il destino delle Tartarughe Ninja - Il film (2022)
- Wendell & Wild (2022)
- Il drago di mio padre (2022)
- Pinocchio di Guillermo del Toro (2022)
- L'elefante del mago (2023)
- Nimona (2023)
- Leo (2023)
- The Monkey King (2023)
- Ultraman: Rising (2024)
- Thelma l'unicorno (2024)
- Spellbound - L'incantesimo (2024)

### Serie animate
- Kong - Re dei primati (2016-2018)
- Castlevania (2017-2021)
- Prosciutto e uova verdi (2019-2022)
- The Midnight Gospel (2020)
- Jurassic World - Nuove avventure (2020-2022)
- Trash Truck (2020-2021)
- Kid Cosmic (2021-2022)
- Fantasmi in città (2021)
- Pacific Rim - La zona oscura (2021-2022)
- Dota: Dragon's Blood (2021-2022)
- We the People - Alla scoperta della democrazia americana (2021)
- Ridley Jones - La paladina del museo (2021-2023)
- Godzilla - Punto di singolarità (2021)
- Centaurworld - Il mondo dei centauri (2021)
- I Love Arlo (2021)
- Ada la scienziata (2021-2023)
- In una notte buia e spaventosa (2021)
- Il mondo di Karma (2021-2022)
- Inside Job (2021-2022)
- Cani nello spazio (2021-2022)
- La serie di Cuphead! (2022)
- Kitty all'attacco (2022)
- Samurai Rabbit - Le avventure di Usagi (2022)
- Dead End: Paranormal Park (2022)
- Farzar (2022)
- Robo-fratelli super giganti (2022)
- Oddballs (2022-2023)
- Spirit Rangers - I guardiani del parco (2022-2024)
- Daniel Spellbound (2022-2023)
- Dragon Age: Absolution (2022)
- Sonic Prime (2022-2024)
- Mio papà a caccia di alieni (2023)
- Skull Island (2023)
- Capitano Fall (2023)
- Mech Cadets (2023)
- Captain Laserhawk: A Blood Dragon Remix (2023)
- Castlevania: Nocturne (2023)
- Blue Eye Samurai (2023)
- Pokémon Concierge (2023)
- Bad Dinosaurs (2024)
- Jurassic World - Teoria del caos (2024)
- Terminator Zero (2024)
- Tomb Raider - La leggenda di Lara Croft (2024)
- Jentry Chau contro il regno dei demoni (2024)
- Devil May Cry (2025)

### Miniserie animate
- Maya e i tre guerrieri (2021)
- ONI: La leggenda del dio del tuono (2022)
- Carol e la fine del mondo (2023)

### Speciali
- The House (2022)
- Entergalactic (2022)
- Dove sono gli umani? (2023)